# Annamaria
Annamaria  è un nome proprio di persona italiano femminile.

## Varianti
- Femminili: Anna Maria[1][2]

### Varianti in altre lingue
- Croato: Anamarija[3]
- Francese: Anne-Marie
- Inglese: Annmarie[4]
- Macedone: Анамарија (Anamarija)[3]
- Olandese: Annemarie[5]
- Rumeno: Anamaria
- Tedesco: Annemarie[5]

## Origine e diffusione

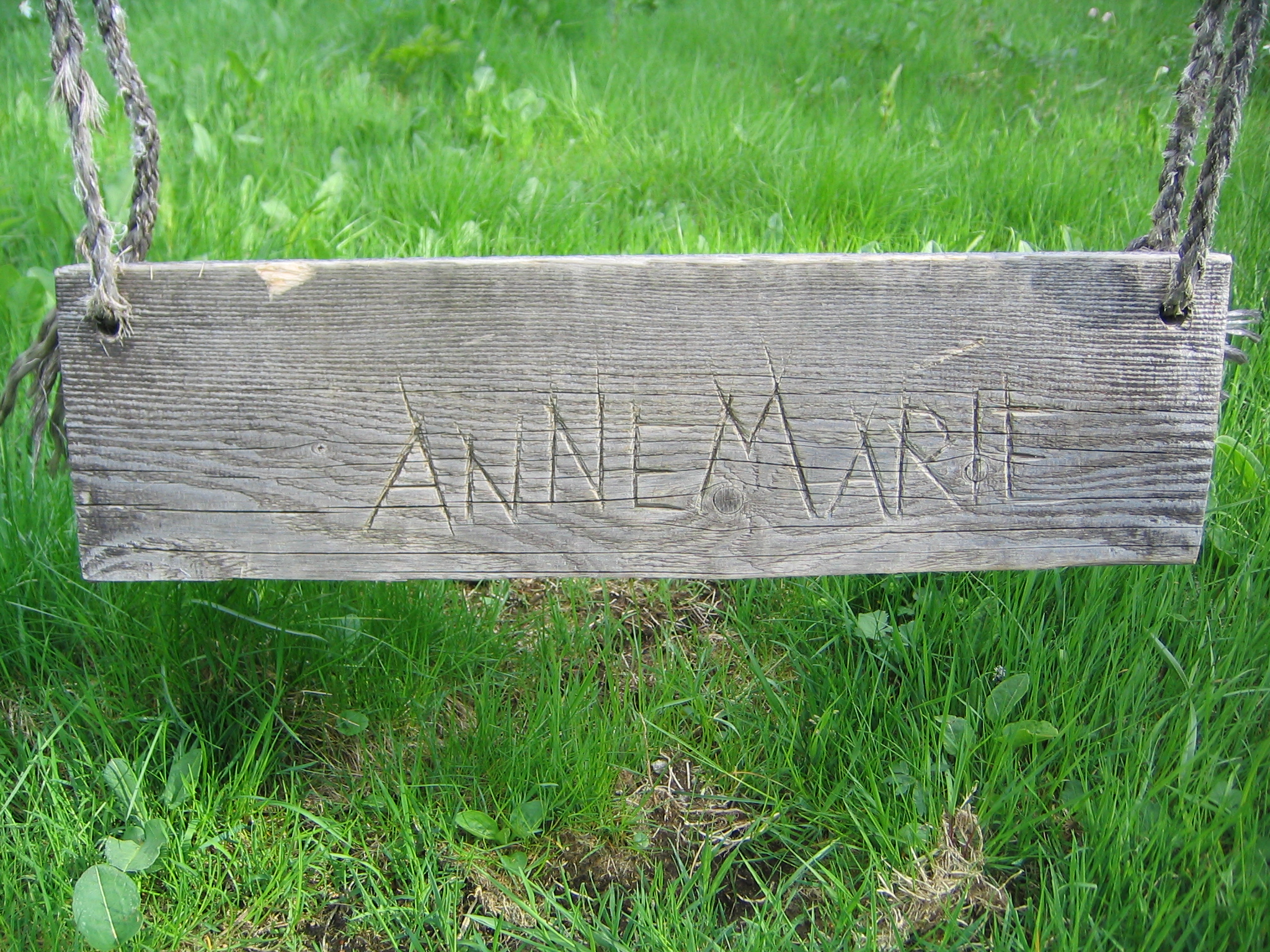
Il nome inciso su una targa di legno.

Si tratta di un nome composto, formato dall'unione di Anna e Maria; gli stessi due nomi, in ordine inverso, compongono il nome Marianna (che però può anche avere un'origine indipendente).
Negli anni '70, con 404.000 occorrenze era il primo per diffusione fra i composti basati su Anna, seguito con un buon distacco da Annarosa, Annarita e Annalisa.

## Onomastico
L'onomastico si può festeggiare lo stesso giorno di quello dei nomi Anna e Maria (ossia generalmente in memoria di sant'Anna il 26 luglio e in occasione della festa della Natività di Maria o di quella del Santissimo Nome di Maria, rispettivamente l'8 e il 12 settembre). Vi è inoltre una beata che porta il nome composto, Anne-Marie Javouhey, commemorata il 15 luglio.

## Persone

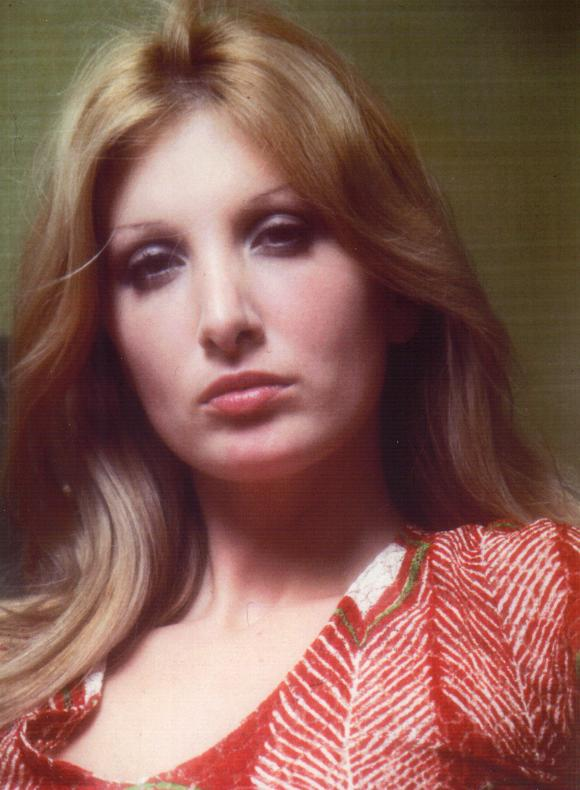
Annamaria Baratta

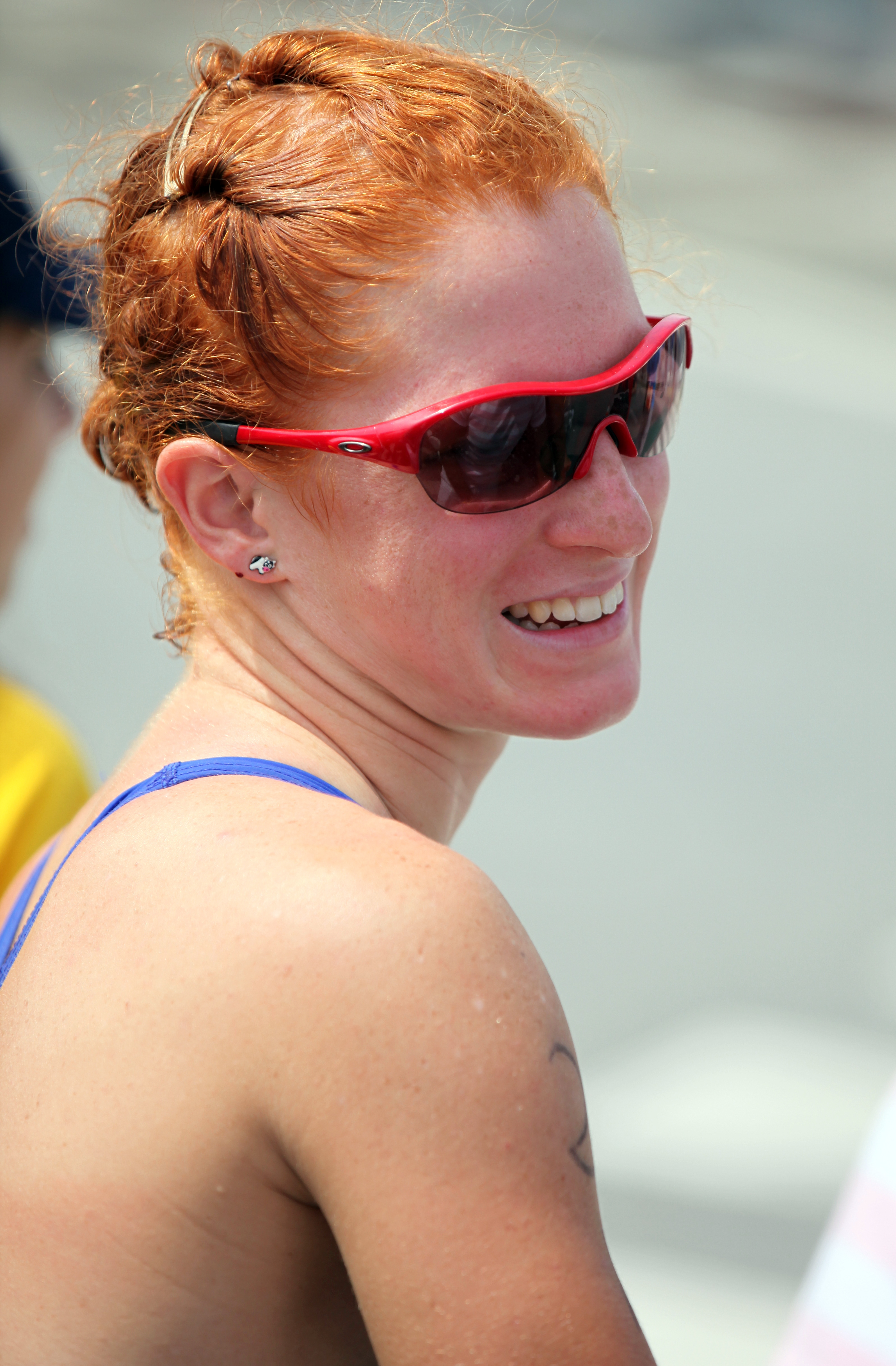
Annamaria Mazzetti

- Annamaria Ancora, calciatrice italiana
- Annamaria Baratta, cantante e doppiatrice italiana
- Annamaria Bernardini De Pace, avvocato, pubblicista e saggista italiana
- Annamaria Cancellieri, politica, prefetto e funzionaria italiana
- Annamaria Clementi, attrice italiana
- Annamaria Fassio, scrittrice e docente italiana
- Annamaria Giacometti, schermitrice italiana
- Annamaria Ludmann, terrorista italiana
- Annamaria Malipiero, attrice italiana
- Annamaria Mantini, terrorista italiana
- Annamaria Mazzetti, triatleta italiana
- Annamaria Nagy, schermitrice ungherese
- Annamaria Quaranta, pallavolista italiana
- Annamaria Samassa, fondista italiana
- Annamaria Testa, pubblicitaria italiana

### Variante Anna Maria

Anna Maria Ferrero

- Anna Maria Luisa de' Medici, principessa elettrice del Palatinato, ultima rappresentante della casata fiorentina Medici
- Anna Maria Alegiani, attrice italiana
- Anna Maria Enriques Agnoletti, partigiana italiana
- Anna Maria Falchi Massidda, poetessa italiana
- Anna Maria Ferrero, attrice italiana
- Anna Maria Guarnieri, attrice italiana
- Anna Maria Mozzoni, giornalista italiana
- Anna Maria Mussolini, conduttrice radiofonica italiana
- Anna Maria Mühe, attrice tedesca
- Anna Maria Ortese, scrittrice italiana
- Anna Maria Pertl, madre di Wolfgang Amadeus Mozart
- Anna Maria Pierangeli, attrice italiana
- Anna Maria van Schurman, filosofa, poetessa e scienziata olandese

### Variante Anamaria

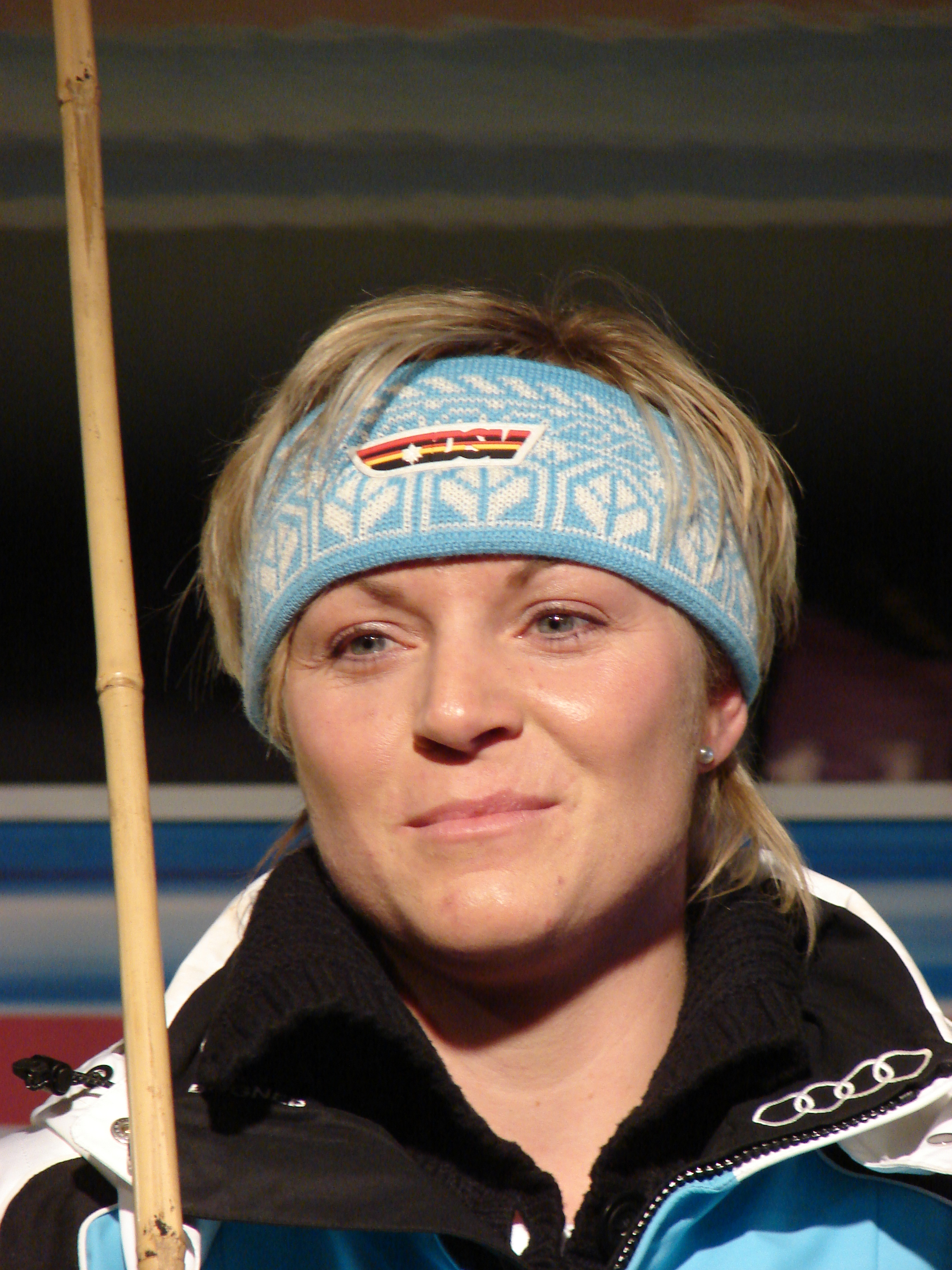
Annemarie Gerg

- Anamaria Marinca, attrice rumena
- Anamaria Tămârjan, ginnasta rumena

### Variante Annemarie

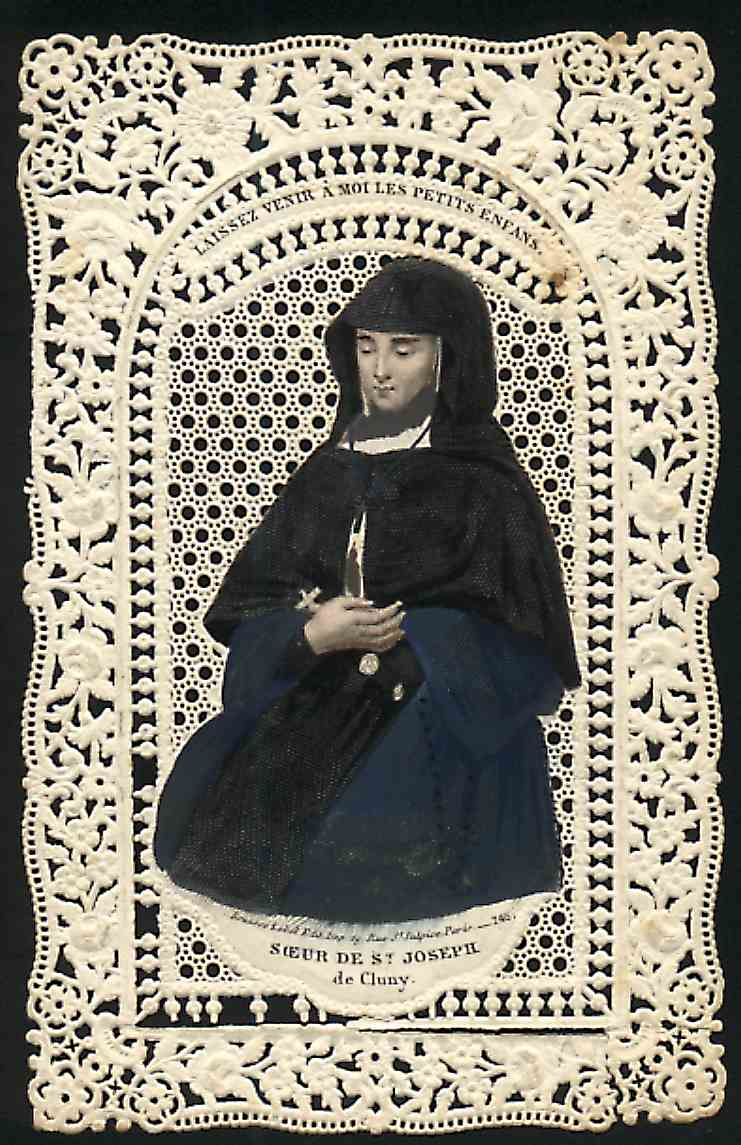
Anne-Marie Javouhey

- Annemarie Gerg, sciatrice alpina tedesca
- Annemarie Moser-Pröll, sciatrice alpina austriaca
- Annemarie Părău, cestista rumena
- Annemarie Schimmel, orientalista, storica delle religioni e islamista tedesca
- Annemarie Schwarzenbach, scrittrice, fotografa e giornalista svizzera
- Annemarie Verstappen, nuotatrice olandese
- Annemarie Zimmermann, canoista tedesca

### Variante Anne-Marie
- Anne-Marie Beretta, stilista francese
- Anne-Marie David, cantante francese
- Anne-Marie Duff, attrice britannica
- Anne-Marie Fox, modella e fotografa statunitense
- Anne-Marie Javouhey, religiosa francese
- Anne-Marie Meyer, saggista e storica tedesca naturalizzata britannica
- Anne-Marie Neyts, politica belga
- Anne-Marie, cantante britannica

### Altre varianti
- Ann-Marie MacDonald, scrittrice e attrice canadese
- Anna-Maria Ravnopolska-Dean, arpista, compositrice e docente bulgara

## Il nome nelle arti
- Crickets Sing for Anamaria è il titolo di un album di Emma Bunton e di una canzone contenuta nell'album stesso.
- Anna Maria è il nome di un personaggio della commedia Gennareniello di Eduardo De Filippo.